# NAM-1975
NAM-1975 es un videojuego de disparos lanzado por SNK en 1990. Este lleva la distinción de ser el primer videojuego publicado para arcade Neo-Geo y la plataforma casera Neo Geo CD.

## Curiosidades
NAM-1975 fue uno de los primeros juegos que se lanzaron para la Neo Geo. También uno de los primeros juegos de la consola en ofrecer créditos de voz de larga duración. Como el primer juego para la Neo Geo, NAM mostró claramente el poder detrás de la consola con una excelente calidad de imágenes por segundo y audio.
El juego está basado en una variedad de películas de Guerra de Vietnam, como Platooon, Full Metal Jacket y Apocalypse Now.

## La Historia
"El rugido de los helicópteros generales nos regresa a la realidad. Nunca olvidaremos la pesadilla de ese verano..." Estas fueron las frases que iniciaron la historia de Silver (1P) y Brown (2P) (los nombres utilizados para describir a los 2 jugadores disponibles).
El juego está ambientado en una muy ficticia versión de los meses finales de la Guerra de Vietnam. La historia comienza con los 2 soldados que fueron reclutados de vuelta al Cuartel General de Natorm para posteriormente entrar a la guerra para rescatar al Dr. R. Muckly, un ex-científico del Ejército Americano, que ha sido secuestrado por terroristas del lado norte.
El equipo inicia la operación subiendo al río Yan en un bote para engañar a la guardia enemiga, pero sus operaciones son rápidamente vistas por los terroristas. Como resultado, el equipo abandona el bote y cruzan la ciudad de Do Nang para continuar la operación, preguntándose cómo fue que el enemigo descubrió su plan y después de hacerlo, el equipo recibe un nuevo plan estratégico de la sede, informándoles que a bordo de un avión aliado tendrán que invadir el aeropuerto enemigo en paracaídas para poder atacarlo, sin embargo, los soldados enemigos los interceptan en el aire y las tropas comienzan a defenderse disparando a los próximos aviones enemigos.
Una vez que el equipo llega a salvo al aeropuerto, los soldados continúan la misión asaltando el complejo, ahora se dan cuenta de que hay un espía entre ellos, pero después del asalto al aeropuerto enemigo, sus sistemas de comunicación fueron interceptados por los terroristas y su comandante. El capitán de la unidad de las tropas le informa a los soldados que Nancy Muckly, la hija del Dr. R. Muckly, también fue llevada junto a su padre y le dio al equipo nuevas órdenes de ingresar a la fábrica de armas enemigas. Poco después, el equipo se encuentra con Nancy, que trata de informarles sobre el verdadero jefe de la operación enemiga antes de ser asesinada a tiros en la espalda por un soldado enemigo.
Después de capturar al comandante terrorista, los soldados proceden a interrogarlo sobre cómo se descubrió rápidamente su plan, pero una francotiradora enemiga mata al comandante, pero no antes de informar al ejército que el Dr. R. Muckly es un loco que está construyendo un gigantesco cañón láser para conquistar el mundo, resultando ser el verdadero jefe de la operación enemiga. A pesar del intenso poder de fuego del arma, las tropas consiguieron matar al Dr. R. Muckly, destruir el gigante cañón laser y salvar al mundo, dando la operación por finalizada. Las Fuerzas Especiales ya son ahora consideradas como héroes, pero el infierno y la guerra continúan en Vietnam.

## Las Armas
NAM-1975 cuenta con 2 modos de armamento:
Armas de disparo:
- Ametralladora Normal (AR-15)  - Pulsar Boton A.
- Rifle De Asalto M16A1 Balcan: Una ametralladora más potente.
- Bazooka M72-LAW: Un lanzador de misiles que explotan, limpieza de enemigos dentro de su gama.
- Flamethrower M132: Un lanzallamas que quema a los enemigos en su camino.

Armas arrojadizas:
- Granada De Fragmentacion MK2 - Pulsar Boton B: Derrota definitivamente enemigos con una explosión.
- Dinamita TNT Napalm : Una granada más potente que desencadena otras explosiones.

Técnicas:
- Caminar: Pulsar Izquierda o Derecha.
- Correr: Pulsar Izquierda o Derecha + Botón C.
- Esquivar Disparos Y Explosiones: (Rechazar): Diagonal-Izquierda o Derecha + Botón C.

Además, por matar a un soldado enemigo con una prisionera, esta última se libera y ayuda a los 2 soldados (jugadores) a matar a todos los soldados enemigos restantes (exceptuando en los niveles 3 y 5).